# Liste des communes de l'Orne
Pour les autres listes de communes françaises, voir Listes des communes de France.
| - L'Orne en France métropolitaine. - Carte des communes de l'Orne. |

Cette page liste les 381 communes du département français de l'Orne au 1er janvier 2025.

## Liste des communes
Le tableau suivant donne la liste des communes au 1er janvier 2024, en précisant leur code Insee, leur code postal principal, leur arrondissement, leur canton, leur intercommunalité, leur superficie, leur population et leur densité, d'après les chiffres de l'Insee issus du recensement 2022,.
| Nom                              | Code Insee | Code postal       | Arrondissement     | Canton                       | Intercommunalité                           | Superficie (km2) | Population (dernière pop. légale) | Densité (hab./km2) | Modifier                                    |
| -------------------------------- | ---------- | ----------------- | ------------------ | ---------------------------- | ------------------------------------------ | ---------------- | --------------------------------- | ------------------ | ------------------------------------------- |
| Alençon (préfecture)             | 61001      | 61000             | Alençon            | Alençon-1 Alençon-2          | CU d'Alençon                               | 10,68            | 25 667 (2022)                     | 2 403              | modifier les données · modifier les données |
| L'Aigle                          | 61214      | 61300             | Mortagne-au-Perche | L'Aigle                      | CC des Pays de L'Aigle                     | 18,02            | 7 771 (2022)                      | 431                | modifier les données · modifier les données |
| Almenêches                       | 61002      | 61570             | Alençon            | Sées                         | CC des Sources de l'Orne                   | 20,27            | 642 (2022)                        | 32                 | modifier les données · modifier les données |
| Appenai-sous-Bellême             | 61005      | 61130             | Mortagne-au-Perche | Ceton                        | CC des Collines du Perche Normand          | 10,74            | 277 (2022)                        | 26                 | modifier les données · modifier les données |
| Argentan                         | 61006      | 61200             | Argentan           | Argentan-1 Argentan-2        | CC Terres d'Argentan Interco               | 18,18            | 13 494 (2022)                     | 742                | modifier les données · modifier les données |
| Les Aspres                       | 61422      | 61270             | Mortagne-au-Perche | Tourouvre au Perche          | CC des Pays de L'Aigle                     | 23,21            | 620 (2022)                        | 27                 | modifier les données · modifier les données |
| Athis-Val de Rouvre              | 61007      | 61100 61430       | Argentan           | Athis-Val de Rouvre          | CA Flers Agglo                             | 76,74            | 4 208 (2022)                      | 55                 | modifier les données · modifier les données |
| Aube                             | 61008      | 61270             | Mortagne-au-Perche | Rai                          | CC des Pays de L'Aigle                     | 5,74             | 1 249 (2022)                      | 218                | modifier les données · modifier les données |
| Aubry-le-Panthou                 | 61010      | 61120             | Mortagne-au-Perche | Vimoutiers                   | CC des Vallées d'Auge et du Merlerault     | 6,85             | 130 (2022)                        | 19                 | modifier les données · modifier les données |
| Aubusson                         | 61011      | 61100             | Argentan           | Flers-2                      | CA Flers Agglo                             | 3,90             | 396 (2022)                        | 102                | modifier les données · modifier les données |
| Auguaise                         | 61012      | 61270             | Mortagne-au-Perche | Tourouvre au Perche          | CC des Pays de L'Aigle                     | 2,25             | 197 (2022)                        | 88                 | modifier les données · modifier les données |
| Aunay-les-Bois                   | 61013      | 61500             | Alençon            | Écouves                      | CC de la Vallée de la Haute Sarthe         | 8,53             | 142 (2022)                        | 17                 | modifier les données · modifier les données |
| Aunou-le-Faucon                  | 61014      | 61200             | Argentan           | Argentan-1                   | CC Terres d'Argentan Interco               | 6,69             | 247 (2022)                        | 37                 | modifier les données · modifier les données |
| Aunou-sur-Orne                   | 61015      | 61500             | Alençon            | Sées                         | CC des Sources de l'Orne                   | 18,04            | 276 (2022)                        | 15                 | modifier les données · modifier les données |
| Avernes-Saint-Gourgon            | 61018      | 61470             | Mortagne-au-Perche | Vimoutiers                   | CC des Vallées d'Auge et du Merlerault     | 12,13            | 69 (2022)                         | 5,7                | modifier les données · modifier les données |
| Avoine                           | 61020      | 61150             | Argentan           | Magny-le-Désert              | CC Terres d'Argentan Interco               | 9,43             | 217 (2022)                        | 23                 | modifier les données · modifier les données |
| Avrilly                          | 61021      | 61700             | Argentan           | Domfront en Poiraie          | CC Domfront Tinchebray Interco             | 5,50             | 94 (2022)                         | 17                 | modifier les données · modifier les données |
| Bagnoles de l'Orne Normandie     | 61483      | 61140 61600       | Alençon            | Bagnoles de l'Orne Normandie | CC Andaine-Passais                         | 15,70            | 2 698 (2022)                      | 172                | modifier les données · modifier les données |
| Bailleul                         | 61023      | 61160             | Argentan           | Argentan-2                   | CC Terres d'Argentan Interco               | 16,67            | 608 (2022)                        | 36                 | modifier les données · modifier les données |
| Banvou                           | 61024      | 61450             | Argentan           | La Ferté Macé                | CA Flers Agglo                             | 12,98            | 630 (2022)                        | 49                 | modifier les données · modifier les données |
| Barville                         | 61026      | 61170             | Alençon            | Écouves                      | CC de la Vallée de la Haute Sarthe         | 7,53             | 185 (2022)                        | 25                 | modifier les données · modifier les données |
| Bazoches-au-Houlme               | 61028      | 61210             | Argentan           | Athis-Val de Rouvre          | CC du Val d'Orne                           | 28,64            | 455 (2022)                        | 16                 | modifier les données · modifier les données |
| Bazoches-sur-Hoëne               | 61029      | 61560             | Mortagne-au-Perche | Mortagne-au-Perche           | CC du Pays de Mortagne au Perche           | 21,44            | 833 (2022)                        | 39                 | modifier les données · modifier les données |
| La Bazoque                       | 61030      | 61100             | Argentan           | Flers-1                      | CA Flers Agglo                             | 2,59             | 272 (2022)                        | 105                | modifier les données · modifier les données |
| Beaufai                          | 61032      | 61270             | Mortagne-au-Perche | Rai                          | CC des Pays de L'Aigle                     | 12,90            | 327 (2022)                        | 25                 | modifier les données · modifier les données |
| Beaulieu                         | 61034      | 61190             | Mortagne-au-Perche | Tourouvre au Perche          | CC des Hauts du Perche                     | 18,06            | 203 (2022)                        | 11                 | modifier les données · modifier les données |
| Beauvain                         | 61035      | 61600             | Alençon            | La Ferté Macé                | CC du Pays fertois et du Bocage carrougien | 12,46            | 265 (2022)                        | 21                 | modifier les données · modifier les données |
| Belfonds                         | 61036      | 61500             | Alençon            | Sées                         | CC des Sources de l'Orne                   | 14,29            | 208 (2022)                        | 15                 | modifier les données · modifier les données |
| Belforêt-en-Perche               | 61196      | 61130 61360 61400 | Mortagne-au-Perche | Ceton                        | CC des Collines du Perche Normand          | 74,53            | 1 486 (2022)                      | 20                 | modifier les données · modifier les données |
| Bellavilliers                    | 61037      | 61360             | Mortagne-au-Perche | Mortagne-au-Perche           | CC du Pays de Mortagne au Perche           | 15,73            | 135 (2022)                        | 8,6                | modifier les données · modifier les données |
| Bellême                          | 61038      | 61130             | Mortagne-au-Perche | Ceton                        | CC des Collines du Perche Normand          | 1,71             | 1 457 (2022)                      | 852                | modifier les données · modifier les données |
| La Bellière                      | 61039      | 61570             | Alençon            | Sées                         | CC des Sources de l'Orne                   | 13,91            | 129 (2022)                        | 9,3                | modifier les données · modifier les données |
| Bellou-en-Houlme                 | 61040      | 61220             | Argentan           | La Ferté Macé                | CA Flers Agglo                             | 38,73            | 1 031 (2022)                      | 27                 | modifier les données · modifier les données |
| Bellou-le-Trichard               | 61041      | 61130             | Mortagne-au-Perche | Ceton                        | CC des Collines du Perche Normand          | 9,67             | 196 (2022)                        | 20                 | modifier les données · modifier les données |
| Berd'huis                        | 61043      | 61340             | Mortagne-au-Perche | Bretoncelles                 | CC Cœur du Perche                          | 11,45            | 1 094 (2022)                      | 96                 | modifier les données · modifier les données |
| Berjou                           | 61044      | 61430             | Argentan           | Athis-Val de Rouvre          | CA Flers Agglo                             | 8,82             | 427 (2022)                        | 48                 | modifier les données · modifier les données |
| Bizou                            | 61046      | 61290             | Mortagne-au-Perche | Tourouvre au Perche          | CC des Hauts du Perche                     | 9,04             | 141 (2022)                        | 16                 | modifier les données · modifier les données |
| Boëcé                            | 61048      | 61560             | Mortagne-au-Perche | Mortagne-au-Perche           | CC du Pays de Mortagne au Perche           | 2,41             | 125 (2022)                        | 52                 | modifier les données · modifier les données |
| Boischampré                      | 61375      | 61570             | Argentan           | Argentan-1                   | CC Terres d'Argentan Interco               | 46,40            | 1 173 (2022)                      | 25                 | modifier les données · modifier les données |
| Boissei-la-Lande                 | 61049      | 61570             | Alençon            | Sées                         | CC des Sources de l'Orne                   | 7,11             | 109 (2022)                        | 15                 | modifier les données · modifier les données |
| Boitron                          | 61051      | 61500             | Alençon            | Sées                         | CC des Sources de l'Orne                   | 13,35            | 348 (2022)                        | 26                 | modifier les données · modifier les données |
| Bonnefoi                         | 61052      | 61270             | Mortagne-au-Perche | Tourouvre au Perche          | CC des Pays de L'Aigle                     | 5,39             | 189 (2022)                        | 35                 | modifier les données · modifier les données |
| Bonsmoulins                      | 61053      | 61380             | Mortagne-au-Perche | Tourouvre au Perche          | CC des Pays de L'Aigle                     | 7,57             | 232 (2022)                        | 31                 | modifier les données · modifier les données |
| Le Bosc-Renoult                  | 61054      | 61470             | Mortagne-au-Perche | Vimoutiers                   | CC des Vallées d'Auge et du Merlerault     | 12,70            | 259 (2022)                        | 20                 | modifier les données · modifier les données |
| Boucé                            | 61055      | 61570             | Argentan           | Magny-le-Désert              | CC Terres d'Argentan Interco               | 20,39            | 567 (2022)                        | 28                 | modifier les données · modifier les données |
| Le Bouillon                      | 61056      | 61500             | Alençon            | Sées                         | CC des Sources de l'Orne                   | 17,77            | 167 (2022)                        | 9,4                | modifier les données · modifier les données |
| Brethel                          | 61060      | 61270             | Mortagne-au-Perche | Tourouvre au Perche          | CC des Pays de L'Aigle                     | 2,97             | 136 (2022)                        | 46                 | modifier les données · modifier les données |
| Bretoncelles                     | 61061      | 61110             | Mortagne-au-Perche | Bretoncelles                 | CC Cœur du Perche                          | 40,21            | 1 462 (2022)                      | 36                 | modifier les données · modifier les données |
| Brieux                           | 61062      | 61160             | Argentan           | Argentan-1                   | CC Terres d'Argentan Interco               | 5,17             | 89 (2022)                         | 17                 | modifier les données · modifier les données |
| Briouze                          | 61063      | 61220             | Argentan           | Athis-Val de Rouvre          | CA Flers Agglo                             | 17,15            | 1 511 (2022)                      | 88                 | modifier les données · modifier les données |
| Brullemail                       | 61064      | 61390             | Alençon            | Écouves                      | CC de la Vallée de la Haute Sarthe         | 10,28            | 92 (2022)                         | 8,9                | modifier les données · modifier les données |
| Buré                             | 61066      | 61170             | Alençon            | Écouves                      | CC de la Vallée de la Haute Sarthe         | 5,65             | 101 (2022)                        | 18                 | modifier les données · modifier les données |
| Bures                            | 61067      | 61170             | Alençon            | Écouves                      | CC de la Vallée de la Haute Sarthe         | 9,64             | 166 (2022)                        | 17                 | modifier les données · modifier les données |
| Bursard                          | 61068      | 61500             | Alençon            | Écouves                      | CC des Sources de l'Orne                   | 10,55            | 200 (2022)                        | 19                 | modifier les données · modifier les données |
| Cahan                            | 61069      | 61430             | Argentan           | Athis-Val de Rouvre          | CA Flers Agglo                             | 5,87             | 162 (2022)                        | 28                 | modifier les données · modifier les données |
| Caligny                          | 61070      | 61100             | Argentan           | Flers-1                      | CA Flers Agglo                             | 14,97            | 845 (2022)                        | 56                 | modifier les données · modifier les données |
| Camembert                        | 61071      | 61120             | Mortagne-au-Perche | Vimoutiers                   | CC des Vallées d'Auge et du Merlerault     | 10,30            | 169 (2022)                        | 16                 | modifier les données · modifier les données |
| Canapville                       | 61072      | 61120             | Mortagne-au-Perche | Vimoutiers                   | CC des Vallées d'Auge et du Merlerault     | 8,22             | 218 (2022)                        | 27                 | modifier les données · modifier les données |
| Carrouges                        | 61074      | 61320             | Alençon            | Magny-le-Désert              | CC du Pays fertois et du Bocage carrougien | 8,58             | 626 (2022)                        | 73                 | modifier les données · modifier les données |
| Ceaucé                           | 61075      | 61330             | Alençon            | Bagnoles de l'Orne Normandie | CC Andaine-Passais                         | 41,52            | 1 164 (2022)                      | 28                 | modifier les données · modifier les données |
| Le Cercueil                      | 61076      | 61500             | Alençon            | Sées                         | CC des Sources de l'Orne                   | 13,23            | 145 (2022)                        | 11                 | modifier les données · modifier les données |
| Cerisé                           | 61077      | 61000             | Alençon            | Alençon-1                    | CU d'Alençon                               | 4,42             | 853 (2022)                        | 193                | modifier les données · modifier les données |
| Cerisy-Belle-Étoile              | 61078      | 61100             | Argentan           | Flers-1                      | CA Flers Agglo                             | 13,40            | 706 (2022)                        | 53                 | modifier les données · modifier les données |
| Ceton                            | 61079      | 61260             | Mortagne-au-Perche | Ceton                        | CC des Collines du Perche Normand          | 59,39            | 1 765 (2022)                      | 30                 | modifier les données · modifier les données |
| Chahains                         | 61080      | 61320             | Alençon            | Magny-le-Désert              | CC du Pays fertois et du Bocage carrougien | 7,65             | 82 (2022)                         | 11                 | modifier les données · modifier les données |
| Chailloué                        | 61081      | 61240 61500       | Alençon            | Sées                         | CC des Sources de l'Orne                   | 35,88            | 892 (2022)                        | 25                 | modifier les données · modifier les données |
| Le Chalange                      | 61082      | 61390             | Alençon            | Écouves                      | CC de la Vallée de la Haute Sarthe         | 6,27             | 84 (2022)                         | 13                 | modifier les données · modifier les données |
| Le Champ-de-la-Pierre            | 61085      | 61320             | Alençon            | Magny-le-Désert              | CC du Pays fertois et du Bocage carrougien | 4,05             | 29 (2022)                         | 7,2                | modifier les données · modifier les données |
| Champ-Haut                       | 61088      | 61240             | Mortagne-au-Perche | Rai                          | CC des Vallées d'Auge et du Merlerault     | 5,16             | 42 (2022)                         | 8,1                | modifier les données · modifier les données |
| Champcerie                       | 61084      | 61210             | Argentan           | Athis-Val de Rouvre          | CC du Val d'Orne                           | 8,94             | 177 (2022)                        | 20                 | modifier les données · modifier les données |
| Les Champeaux                    | 61086      | 61120             | Mortagne-au-Perche | Vimoutiers                   | CC des Vallées d'Auge et du Merlerault     | 9,65             | 98 (2022)                         | 10                 | modifier les données · modifier les données |
| Champeaux-sur-Sarthe             | 61087      | 61560             | Mortagne-au-Perche | Mortagne-au-Perche           | CC du Pays de Mortagne au Perche           | 9,49             | 160 (2022)                        | 17                 | modifier les données · modifier les données |
| Champosoult                      | 61089      | 61120             | Mortagne-au-Perche | Vimoutiers                   | CC des Vallées d'Auge et du Merlerault     | 7,01             | 102 (2022)                        | 15                 | modifier les données · modifier les données |
| Champsecret                      | 61091      | 61700             | Argentan           | Domfront en Poiraie          | CC Domfront Tinchebray Interco             | 44,68            | 961 (2022)                        | 22                 | modifier les données · modifier les données |
| Chandai                          | 61092      | 61300             | Mortagne-au-Perche | L'Aigle                      | CC des Pays de L'Aigle                     | 13,73            | 681 (2022)                        | 50                 | modifier les données · modifier les données |
| Chanu                            | 61093      | 61800             | Argentan           | Domfront en Poiraie          | CC Domfront Tinchebray Interco             | 15,72            | 1 248 (2022)                      | 79                 | modifier les données · modifier les données |
| La Chapelle-au-Moine             | 61094      | 61100             | Argentan           | Flers-1                      | CA Flers Agglo                             | 5,32             | 587 (2022)                        | 110                | modifier les données · modifier les données |
| La Chapelle-Biche                | 61095      | 61100             | Argentan           | Flers-1                      | CA Flers Agglo                             | 6,25             | 532 (2022)                        | 85                 | modifier les données · modifier les données |
| La Chapelle-Montligeon           | 61097      | 61400             | Mortagne-au-Perche | Mortagne-au-Perche           | CC du Pays de Mortagne au Perche           | 8,33             | 510 (2022)                        | 61                 | modifier les données · modifier les données |
| La Chapelle-près-Sées            | 61098      | 61500             | Alençon            | Sées                         | CC des Sources de l'Orne                   | 9,95             | 488 (2022)                        | 49                 | modifier les données · modifier les données |
| La Chapelle-Souëf                | 61099      | 61130             | Mortagne-au-Perche | Ceton                        | CC des Collines du Perche Normand          | 11,13            | 245 (2022)                        | 22                 | modifier les données · modifier les données |
| La Chapelle-Viel                 | 61100      | 61270             | Mortagne-au-Perche | Tourouvre au Perche          | CC des Pays de L'Aigle                     | 11,79            | 289 (2022)                        | 25                 | modifier les données · modifier les données |
| Charencey                        | 61429      | 61190             | Mortagne-au-Perche | Tourouvre au Perche          | CC des Hauts du Perche                     | 45,56            | 755 (2022)                        | 17                 | modifier les données · modifier les données |
| Le Château-d'Almenêches          | 61101      | 61570             | Alençon            | Sées                         | CC des Sources de l'Orne                   | 10,76            | 185 (2022)                        | 17                 | modifier les données · modifier les données |
| Le Châtellier                    | 61102      | 61450             | Argentan           | Flers-1                      | CA Flers Agglo                             | 8,18             | 402 (2022)                        | 49                 | modifier les données · modifier les données |
| Chaumont                         | 61103      | 61230             | Mortagne-au-Perche | Vimoutiers                   | CC des Vallées d'Auge et du Merlerault     | 19,51            | 167 (2022)                        | 8,6                | modifier les données · modifier les données |
| La Chaux                         | 61104      | 61600             | Alençon            | Magny-le-Désert              | CC du Pays fertois et du Bocage carrougien | 5,06             | 53 (2022)                         | 10                 | modifier les données · modifier les données |
| Chemilli                         | 61105      | 61360             | Mortagne-au-Perche | Ceton                        | CC des Collines du Perche Normand          | 10,92            | 173 (2022)                        | 16                 | modifier les données · modifier les données |
| Ciral                            | 61107      | 61320             | Alençon            | Magny-le-Désert              | CU d'Alençon                               | 17,99            | 410 (2022)                        | 23                 | modifier les données · modifier les données |
| Cisai-Saint-Aubin                | 61108      | 61230             | Mortagne-au-Perche | Vimoutiers                   | CC des Vallées d'Auge et du Merlerault     | 14,49            | 181 (2022)                        | 12                 | modifier les données · modifier les données |
| Colombiers                       | 61111      | 61250             | Alençon            | Damigny                      | CU d'Alençon                               | 12,34            | 334 (2022)                        | 27                 | modifier les données · modifier les données |
| Comblot                          | 61113      | 61400             | Mortagne-au-Perche | Mortagne-au-Perche           | CC du Pays de Mortagne au Perche           | 4,31             | 61 (2022)                         | 14                 | modifier les données · modifier les données |
| Commeaux                         | 61114      | 61200             | Argentan           | Argentan-1                   | CC Terres d'Argentan Interco               | 6,38             | 149 (2022)                        | 23                 | modifier les données · modifier les données |
| Condé-sur-Sarthe                 | 61117      | 61250             | Alençon            | Damigny                      | CU d'Alençon                               | 8,46             | 2 492 (2022)                      | 295                | modifier les données · modifier les données |
| Corbon                           | 61118      | 61400             | Mortagne-au-Perche | Mortagne-au-Perche           | CC du Pays de Mortagne au Perche           | 8,38             | 112 (2022)                        | 13                 | modifier les données · modifier les données |
| Coudehard                        | 61120      | 61160             | Argentan           | Argentan-2                   | CC Terres d'Argentan Interco               | 8,52             | 78 (2022)                         | 9,2                | modifier les données · modifier les données |
| Coulimer                         | 61121      | 61360             | Mortagne-au-Perche | Mortagne-au-Perche           | CC du Pays de Mortagne au Perche           | 17,19            | 292 (2022)                        | 17                 | modifier les données · modifier les données |
| Coulmer                          | 61122      | 61230             | Mortagne-au-Perche | Vimoutiers                   | CC des Vallées d'Auge et du Merlerault     | 6,68             | 81 (2022)                         | 12                 | modifier les données · modifier les données |
| Coulonces                        | 61123      | 61160             | Argentan           | Argentan-2                   | CC Terres d'Argentan Interco               | 6,15             | 212 (2022)                        | 34                 | modifier les données · modifier les données |
| La Coulonche                     | 61124      | 61220             | Argentan           | La Ferté Macé                | CA Flers Agglo                             | 14,32            | 498 (2022)                        | 35                 | modifier les données · modifier les données |
| Coulonges-sur-Sarthe             | 61126      | 61170             | Alençon            | Écouves                      | CC de la Vallée de la Haute Sarthe         | 9,65             | 486 (2022)                        | 50                 | modifier les données · modifier les données |
| Cour-Maugis sur Huisne           | 61050      | 61110 61340       | Mortagne-au-Perche | Bretoncelles                 | CC Cœur du Perche                          | 47,28            | 580 (2022)                        | 12                 | modifier les données · modifier les données |
| Courgeon                         | 61129      | 61400             | Mortagne-au-Perche | Mortagne-au-Perche           | CC du Pays de Mortagne au Perche           | 10,41            | 351 (2022)                        | 34                 | modifier les données · modifier les données |
| Courgeoût                        | 61130      | 61560             | Mortagne-au-Perche | Mortagne-au-Perche           | CC du Pays de Mortagne au Perche           | 17,82            | 460 (2022)                        | 26                 | modifier les données · modifier les données |
| Courtomer                        | 61133      | 61390             | Alençon            | Écouves                      | CC de la Vallée de la Haute Sarthe         | 19,90            | 725 (2022)                        | 36                 | modifier les données · modifier les données |
| Craménil                         | 61137      | 61220             | Argentan           | Athis-Val de Rouvre          | CC du Val d'Orne                           | 8,09             | 128 (2022)                        | 16                 | modifier les données · modifier les données |
| Croisilles                       | 61138      | 61230             | Mortagne-au-Perche | Vimoutiers                   | CC des Vallées d'Auge et du Merlerault     | 11,32            | 193 (2022)                        | 17                 | modifier les données · modifier les données |
| Crouttes                         | 61139      | 61120             | Mortagne-au-Perche | Vimoutiers                   | CC des Vallées d'Auge et du Merlerault     | 13,47            | 304 (2022)                        | 23                 | modifier les données · modifier les données |
| Crulai                           | 61140      | 61300             | Mortagne-au-Perche | Tourouvre au Perche          | CC des Pays de L'Aigle                     | 22,50            | 803 (2022)                        | 36                 | modifier les données · modifier les données |
| Cuissai                          | 61141      | 61250             | Alençon            | Damigny                      | CU d'Alençon                               | 8,78             | 436 (2022)                        | 50                 | modifier les données · modifier les données |
| Dame-Marie                       | 61142      | 61130             | Mortagne-au-Perche | Ceton                        | CC des Collines du Perche Normand          | 13,27            | 156 (2022)                        | 12                 | modifier les données · modifier les données |
| Damigny                          | 61143      | 61250             | Alençon            | Damigny                      | CU d'Alençon                               | 4,81             | 2 425 (2022)                      | 504                | modifier les données · modifier les données |
| Domfront en Poiraie              | 61145      | 61700             | Argentan           | Domfront en Poiraie          | CC Domfront Tinchebray Interco             | 65,49            | 4 131 (2022)                      | 63                 | modifier les données · modifier les données |
| Dompierre                        | 61146      | 61700             | Argentan           | La Ferté Macé                | CA Flers Agglo                             | 8,56             | 384 (2022)                        | 45                 | modifier les données · modifier les données |
| Durcet                           | 61148      | 61100             | Argentan           | Athis-Val de Rouvre          | CA Flers Agglo                             | 9,54             | 289 (2022)                        | 30                 | modifier les données · modifier les données |
| Échalou                          | 61149      | 61440             | Argentan           | La Ferté Macé                | CA Flers Agglo                             | 5,59             | 328 (2022)                        | 59                 | modifier les données · modifier les données |
| Échauffour                       | 61150      | 61370             | Mortagne-au-Perche | Rai                          | CC des Vallées d'Auge et du Merlerault     | 33,14            | 730 (2022)                        | 22                 | modifier les données · modifier les données |
| Écorcei                          | 61151      | 61270             | Mortagne-au-Perche | Rai                          | CC des Pays de L'Aigle                     | 9,47             | 376 (2022)                        | 40                 | modifier les données · modifier les données |
| Écorches                         | 61152      | 61160             | Argentan           | Argentan-2                   | CC Terres d'Argentan Interco               | 9,71             | 104 (2022)                        | 11                 | modifier les données · modifier les données |
| Écouché-les-Vallées              | 61153      | 61150 61200       | Argentan           | Magny-le-Désert              | CC Terres d'Argentan Interco               | 41,23            | 2 193 (2022)                      | 53                 | modifier les données · modifier les données |
| Écouves                          | 61341      | 61250             | Alençon            | Écouves                      | CU d'Alençon                               | 36,40            | 1 673 (2022)                      | 46                 | modifier les données · modifier les données |
| Essay                            | 61156      | 61500             | Alençon            | Écouves                      | CC des Sources de l'Orne                   | 15,99            | 543 (2022)                        | 34                 | modifier les données · modifier les données |
| Faverolles                       | 61158      | 61600             | Argentan           | Athis-Val de Rouvre          | CC du Val d'Orne                           | 10,57            | 132 (2022)                        | 12                 | modifier les données · modifier les données |
| Fay                              | 61159      | 61390             | Mortagne-au-Perche | Rai                          | CC des Pays de L'Aigle                     | 8,68             | 69 (2022)                         | 7,9                | modifier les données · modifier les données |
| Feings                           | 61160      | 61400             | Mortagne-au-Perche | Mortagne-au-Perche           | CC du Pays de Mortagne au Perche           | 20,24            | 191 (2022)                        | 9,4                | modifier les données · modifier les données |
| La Ferrière-au-Doyen             | 61162      | 61380             | Mortagne-au-Perche | Tourouvre au Perche          | CC des Pays de L'Aigle                     | 22,47            | 156 (2022)                        | 6,9                | modifier les données · modifier les données |
| La Ferrière-aux-Étangs           | 61163      | 61450             | Argentan           | La Ferté Macé                | CA Flers Agglo                             | 10,93            | 1 531 (2022)                      | 140                | modifier les données · modifier les données |
| La Ferrière-Béchet               | 61164      | 61500             | Alençon            | Sées                         | CC des Sources de l'Orne                   | 13,79            | 250 (2022)                        | 18                 | modifier les données · modifier les données |
| La Ferrière-Bochard              | 61165      | 61420             | Alençon            | Damigny                      | CU d'Alençon                               | 10,82            | 706 (2022)                        | 65                 | modifier les données · modifier les données |
| Ferrières-la-Verrerie            | 61166      | 61390             | Alençon            | Écouves                      | CC de la Vallée de la Haute Sarthe         | 14,58            | 148 (2022)                        | 10                 | modifier les données · modifier les données |
| La Ferté-en-Ouche                | 61167      | 61470 61550       | Mortagne-au-Perche | Rai                          | CC des Pays de L'Aigle                     | 131,69           | 2 960 (2022)                      | 22                 | modifier les données · modifier les données |
| La Ferté Macé                    | 61168      | 61410 61600       | Argentan           | La Ferté Macé                | CA Flers Agglo                             | 31,86            | 5 095 (2022)                      | 160                | modifier les données · modifier les données |
| Flers                            | 61169      | 61100             | Argentan           | Flers-1 Flers-2              | CA Flers Agglo                             | 21,15            | 14 308 (2022)                     | 677                | modifier les données · modifier les données |
| Fleuré                           | 61170      | 61200             | Argentan           | Magny-le-Désert              | CC Terres d'Argentan Interco               | 11,80            | 205 (2022)                        | 17                 | modifier les données · modifier les données |
| Fontaine-les-Bassets             | 61171      | 61160             | Argentan           | Argentan-2                   | CC Terres d'Argentan Interco               | 5,88             | 115 (2022)                        | 20                 | modifier les données · modifier les données |
| Francheville                     | 61176      | 61570             | Alençon            | Sées                         | CC des Sources de l'Orne                   | 9,72             | 132 (2022)                        | 14                 | modifier les données · modifier les données |
| La Fresnaie-Fayel                | 61178      | 61230             | Mortagne-au-Perche | Vimoutiers                   | CC des Vallées d'Auge et du Merlerault     | 5,09             | 51 (2022)                         | 10                 | modifier les données · modifier les données |
| Fresnay-le-Samson                | 61180      | 61120             | Mortagne-au-Perche | Vimoutiers                   | CC des Vallées d'Auge et du Merlerault     | 6,76             | 108 (2022)                        | 16                 | modifier les données · modifier les données |
| Gacé                             | 61181      | 61230             | Mortagne-au-Perche | Vimoutiers                   | CC des Vallées d'Auge et du Merlerault     | 6,50             | 1 771 (2022)                      | 272                | modifier les données · modifier les données |
| Gandelain                        | 61182      | 61420             | Alençon            | Damigny                      | CU d'Alençon                               | 15,31            | 416 (2022)                        | 27                 | modifier les données · modifier les données |
| Gâprée                           | 61183      | 61390             | Alençon            | Écouves                      | CC de la Vallée de la Haute Sarthe         | 9,84             | 144 (2022)                        | 15                 | modifier les données · modifier les données |
| Les Genettes                     | 61187      | 61270             | Mortagne-au-Perche | Tourouvre au Perche          | CC des Pays de L'Aigle                     | 6,54             | 162 (2022)                        | 25                 | modifier les données · modifier les données |
| Giel-Courteilles                 | 61189      | 61210             | Argentan           | Athis-Val de Rouvre          | CC du Val d'Orne                           | 12,58            | 484 (2022)                        | 38                 | modifier les données · modifier les données |
| Ginai                            | 61190      | 61310             | Argentan           | Argentan-2                   | CC Terres d'Argentan Interco               | 9,25             | 72 (2022)                         | 7,8                | modifier les données · modifier les données |
| La Gonfrière                     | 61193      | 61550             | Mortagne-au-Perche | Rai                          | CC des Pays de L'Aigle                     | 12,83            | 274 (2022)                        | 21                 | modifier les données · modifier les données |
| Gouffern en Auge                 | 61474      | 61160 61200 61310 | Argentan           | Argentan-2                   | CC Terres d'Argentan Interco               | 165,79           | 3 644 (2022)                      | 22                 | modifier les données · modifier les données |
| Le Grais                         | 61195      | 61600             | Argentan           | Athis-Val de Rouvre          | CA Flers Agglo                             | 12,21            | 206 (2022)                        | 17                 | modifier les données · modifier les données |
| Guêprei                          | 61197      | 61160             | Argentan           | Argentan-2                   | CC Terres d'Argentan Interco               | 7,10             | 146 (2022)                        | 21                 | modifier les données · modifier les données |
| Guerquesalles                    | 61198      | 61120             | Mortagne-au-Perche | Vimoutiers                   | CC des Vallées d'Auge et du Merlerault     | 8,66             | 133 (2022)                        | 15                 | modifier les données · modifier les données |
| Habloville                       | 61199      | 61210             | Argentan           | Athis-Val de Rouvre          | CC du Val d'Orne                           | 11,70            | 335 (2022)                        | 29                 | modifier les données · modifier les données |
| Hauterive                        | 61202      | 61250             | Alençon            | Écouves                      | CC de la Vallée de la Haute Sarthe         | 6,98             | 459 (2022)                        | 66                 | modifier les données · modifier les données |
| Héloup                           | 61203      | 61250             | Alençon            | Damigny                      | CU d'Alençon                               | 12,96            | 887 (2022)                        | 68                 | modifier les données · modifier les données |
| L'Hôme-Chamondot                 | 61206      | 61290             | Mortagne-au-Perche | Tourouvre au Perche          | CC des Hauts du Perche                     | 15,92            | 260 (2022)                        | 16                 | modifier les données · modifier les données |
| Igé                              | 61207      | 61130             | Mortagne-au-Perche | Ceton                        | CC des Collines du Perche Normand          | 27,86            | 589 (2022)                        | 21                 | modifier les données · modifier les données |
| Irai                             | 61208      | 61190             | Mortagne-au-Perche | Tourouvre au Perche          | CC des Pays de L'Aigle                     | 14,85            | 609 (2022)                        | 41                 | modifier les données · modifier les données |
| Joué-du-Bois                     | 61209      | 61320             | Alençon            | Magny-le-Désert              | CC du Pays fertois et du Bocage carrougien | 21,08            | 386 (2022)                        | 18                 | modifier les données · modifier les données |
| Joué-du-Plain                    | 61210      | 61150             | Argentan           | Magny-le-Désert              | CC Terres d'Argentan Interco               | 14,56            | 237 (2022)                        | 16                 | modifier les données · modifier les données |
| Juvigny-sur-Orne                 | 61212      | 61200             | Argentan           | Argentan-1                   | CC Terres d'Argentan Interco               | 3,30             | 119 (2022)                        | 36                 | modifier les données · modifier les données |
| Juvigny Val d'Andaine            | 61211      | 61140 61330       | Alençon            | Bagnoles de l'Orne Normandie | CC Andaine-Passais                         | 79,62            | 2 104 (2022)                      | 26                 | modifier les données · modifier les données |
| Lalacelle                        | 61213      | 61320             | Alençon            | Damigny                      | CU d'Alençon                               | 13,37            | 266 (2022)                        | 20                 | modifier les données · modifier les données |
| Laleu                            | 61215      | 61170             | Alençon            | Écouves                      | CC de la Vallée de la Haute Sarthe         | 11,41            | 361 (2022)                        | 32                 | modifier les données · modifier les données |
| La Lande-de-Goult                | 61216      | 61320             | Alençon            | Magny-le-Désert              | CC du Pays fertois et du Bocage carrougien | 28,57            | 186 (2022)                        | 6,5                | modifier les données · modifier les données |
| La Lande-de-Lougé                | 61217      | 61210             | Argentan           | Magny-le-Désert              | CC Terres d'Argentan Interco               | 4,95             | 57 (2022)                         | 12                 | modifier les données · modifier les données |
| La Lande-Patry                   | 61218      | 61100             | Argentan           | Flers-1                      | CA Flers Agglo                             | 6,60             | 1 752 (2022)                      | 265                | modifier les données · modifier les données |
| La Lande-Saint-Siméon            | 61219      | 61100             | Argentan           | Athis-Val de Rouvre          | CA Flers Agglo                             | 5,33             | 163 (2022)                        | 31                 | modifier les données · modifier les données |
| Landigou                         | 61221      | 61100             | Argentan           | Flers-2                      | CA Flers Agglo                             | 5,36             | 432 (2022)                        | 81                 | modifier les données · modifier les données |
| Landisacq                        | 61222      | 61100             | Argentan           | Flers-1                      | CA Flers Agglo                             | 10,91            | 772 (2022)                        | 71                 | modifier les données · modifier les données |
| Larré                            | 61224      | 61250             | Alençon            | Écouves                      | CU d'Alençon                               | 5,67             | 467 (2022)                        | 82                 | modifier les données · modifier les données |
| Lignères                         | 61225      | 61240             | Mortagne-au-Perche | Rai                          | CC des Vallées d'Auge et du Merlerault     | 5,37             | 29 (2022)                         | 5,4                | modifier les données · modifier les données |
| Lignou                           | 61227      | 61220             | Argentan           | Athis-Val de Rouvre          | CC du Val d'Orne                           | 7,61             | 139 (2022)                        | 18                 | modifier les données · modifier les données |
| Loisail                          | 61229      | 61400             | Mortagne-au-Perche | Mortagne-au-Perche           | CC du Pays de Mortagne au Perche           | 5,16             | 134 (2022)                        | 26                 | modifier les données · modifier les données |
| Longny les Villages              | 61230      | 61290             | Mortagne-au-Perche | Tourouvre au Perche          | CC des Hauts du Perche                     | 151,76           | 2 826 (2022)                      | 19                 | modifier les données · modifier les données |
| Lonlay-l'Abbaye                  | 61232      | 61700             | Argentan           | Domfront en Poiraie          | CC Domfront Tinchebray Interco             | 53,41            | 1 118 (2022)                      | 21                 | modifier les données · modifier les données |
| Lonlay-le-Tesson                 | 61233      | 61600             | Argentan           | La Ferté Macé                | CA Flers Agglo                             | 12,37            | 229 (2022)                        | 19                 | modifier les données · modifier les données |
| Lonrai                           | 61234      | 61250             | Alençon            | Damigny                      | CU d'Alençon                               | 6,14             | 1 084 (2022)                      | 177                | modifier les données · modifier les données |
| Lougé-sur-Maire                  | 61237      | 61150             | Argentan           | Magny-le-Désert              | CC Terres d'Argentan Interco               | 13,58            | 314 (2022)                        | 23                 | modifier les données · modifier les données |
| Louvières-en-Auge                | 61238      | 61160             | Argentan           | Argentan-2                   | CC Terres d'Argentan Interco               | 6,22             | 95 (2022)                         | 15                 | modifier les données · modifier les données |
| Macé                             | 61240      | 61500             | Alençon            | Sées                         | CC des Sources de l'Orne                   | 14,53            | 443 (2022)                        | 30                 | modifier les données · modifier les données |
| La Madeleine-Bouvet              | 61241      | 61110             | Mortagne-au-Perche | Bretoncelles                 | CC Cœur du Perche                          | 12,92            | 416 (2022)                        | 32                 | modifier les données · modifier les données |
| Le Mage                          | 61242      | 61290             | Mortagne-au-Perche | Tourouvre au Perche          | CC des Hauts du Perche                     | 25,34            | 217 (2022)                        | 8,6                | modifier les données · modifier les données |
| Magny-le-Désert                  | 61243      | 61600             | Alençon            | Magny-le-Désert              | CC du Pays fertois et du Bocage carrougien | 33,34            | 1 386 (2022)                      | 42                 | modifier les données · modifier les données |
| Mahéru                           | 61244      | 61380             | Mortagne-au-Perche | Rai                          | CC des Pays de L'Aigle                     | 19,63            | 275 (2022)                        | 14                 | modifier les données · modifier les données |
| Mantilly                         | 61248      | 61350             | Alençon            | Bagnoles de l'Orne Normandie | CC Andaine-Passais                         | 28,70            | 511 (2022)                        | 18                 | modifier les données · modifier les données |
| Marchemaisons                    | 61251      | 61170             | Alençon            | Écouves                      | CC de la Vallée de la Haute Sarthe         | 8,85             | 157 (2022)                        | 18                 | modifier les données · modifier les données |
| Mardilly                         | 61252      | 61230             | Mortagne-au-Perche | Vimoutiers                   | CC des Vallées d'Auge et du Merlerault     | 12,76            | 133 (2022)                        | 10                 | modifier les données · modifier les données |
| Mauves-sur-Huisne                | 61255      | 61400             | Mortagne-au-Perche | Mortagne-au-Perche           | CC du Pays de Mortagne au Perche           | 14,26            | 524 (2022)                        | 37                 | modifier les données · modifier les données |
| Médavy                           | 61256      | 61570             | Alençon            | Sées                         | CC des Sources de l'Orne                   | 4,34             | 153 (2022)                        | 35                 | modifier les données · modifier les données |
| Méhoudin                         | 61257      | 61410             | Alençon            | Magny-le-Désert              | CC du Pays fertois et du Bocage carrougien | 3,85             | 121 (2022)                        | 31                 | modifier les données · modifier les données |
| Le Mêle-sur-Sarthe               | 61258      | 61170             | Alençon            | Écouves                      | CC de la Vallée de la Haute Sarthe         | 0,62             | 659 (2022)                        | 1 063              | modifier les données · modifier les données |
| Le Ménil-Bérard                  | 61259      | 61270             | Mortagne-au-Perche | Tourouvre au Perche          | CC des Pays de L'Aigle                     | 7,33             | 68 (2022)                         | 9,3                | modifier les données · modifier les données |
| Le Ménil-Broût                   | 61261      | 61250             | Alençon            | Écouves                      | CC de la Vallée de la Haute Sarthe         | 3,44             | 176 (2022)                        | 51                 | modifier les données · modifier les données |
| Le Ménil-Ciboult                 | 61262      | 61800             | Argentan           | Domfront en Poiraie          | CC Domfront Tinchebray Interco             | 6,31             | 117 (2022)                        | 19                 | modifier les données · modifier les données |
| Le Ménil-de-Briouze              | 61260      | 61220             | Argentan           | Athis-Val de Rouvre          | CA Flers Agglo                             | 21,39            | 529 (2022)                        | 25                 | modifier les données · modifier les données |
| Ménil-Erreux                     | 61263      | 61250             | Alençon            | Écouves                      | CU d'Alençon                               | 11,05            | 195 (2022)                        | 18                 | modifier les données · modifier les données |
| Ménil-Froger                     | 61264      | 61240             | Mortagne-au-Perche | Rai                          | CC des Vallées d'Auge et du Merlerault     | 5,31             | 62 (2022)                         | 12                 | modifier les données · modifier les données |
| Ménil-Gondouin                   | 61265      | 61210             | Argentan           | Athis-Val de Rouvre          | CC du Val d'Orne                           | 9,17             | 157 (2022)                        | 17                 | modifier les données · modifier les données |
| Le Ménil-Guyon                   | 61266      | 61170             | Alençon            | Écouves                      | CC de la Vallée de la Haute Sarthe         | 2,76             | 83 (2022)                         | 30                 | modifier les données · modifier les données |
| Ménil-Hermei                     | 61267      | 61210             | Argentan           | Athis-Val de Rouvre          | CC du Val d'Orne                           | 6,61             | 201 (2022)                        | 30                 | modifier les données · modifier les données |
| Ménil-Hubert-en-Exmes            | 61268      | 61230             | Mortagne-au-Perche | Vimoutiers                   | CC des Vallées d'Auge et du Merlerault     | 10,34            | 120 (2022)                        | 12                 | modifier les données · modifier les données |
| Ménil-Hubert-sur-Orne            | 61269      | 61430             | Argentan           | Athis-Val de Rouvre          | CA Flers Agglo                             | 10,68            | 487 (2022)                        | 46                 | modifier les données · modifier les données |
| Le Ménil-Scelleur                | 61271      | 61320             | Alençon            | Magny-le-Désert              | CC du Pays fertois et du Bocage carrougien | 5,37             | 87 (2022)                         | 16                 | modifier les données · modifier les données |
| Le Ménil-Vicomte                 | 61272      | 61240             | Mortagne-au-Perche | Rai                          | CC des Vallées d'Auge et du Merlerault     | 3,86             | 26 (2022)                         | 6,7                | modifier les données · modifier les données |
| Ménil-Vin                        | 61273      | 61210             | Argentan           | Athis-Val de Rouvre          | CC du Val d'Orne                           | 3,62             | 48 (2022)                         | 13                 | modifier les données · modifier les données |
| Les Menus                        | 61274      | 61290             | Mortagne-au-Perche | Tourouvre au Perche          | CC des Hauts du Perche                     | 11,81            | 241 (2022)                        | 20                 | modifier les données · modifier les données |
| Merlerault-le-Pin                | 61275      | 61240             | Mortagne-au-Perche | Rai                          | CC des Vallées d'Auge et du Merlerault     | 61,55            | 1 435 (2022)                      | 23                 | modifier les données · modifier les données |
| Merri                            | 61276      | 61160             | Argentan           | Argentan-2                   | CC Terres d'Argentan Interco               | 5,81             | 151 (2022)                        | 26                 | modifier les données · modifier les données |
| La Mesnière                      | 61277      | 61560             | Mortagne-au-Perche | Mortagne-au-Perche           | CC du Pays de Mortagne au Perche           | 12,26            | 277 (2022)                        | 23                 | modifier les données · modifier les données |
| Messei                           | 61278      | 61440             | Argentan           | La Ferté Macé                | CA Flers Agglo                             | 13,21            | 1 819 (2022)                      | 138                | modifier les données · modifier les données |
| Mieuxcé                          | 61279      | 61250             | Alençon            | Damigny                      | CU d'Alençon                               | 10,36            | 611 (2022)                        | 59                 | modifier les données · modifier les données |
| Moncy                            | 61281      | 61800             | Argentan           | Flers-1                      | CC Domfront Tinchebray Interco             | 7,75             | 265 (2022)                        | 34                 | modifier les données · modifier les données |
| Mont-Ormel                       | 61289      | 61160             | Argentan           | Argentan-2                   | CC Terres d'Argentan Interco               | 3,73             | 49 (2022)                         | 13                 | modifier les données · modifier les données |
| Montabard                        | 61283      | 61160             | Argentan           | Argentan-1                   | CC Terres d'Argentan Interco               | 10,97            | 284 (2022)                        | 26                 | modifier les données · modifier les données |
| Montchevrel                      | 61284      | 61170             | Alençon            | Écouves                      | CC de la Vallée de la Haute Sarthe         | 10,80            | 233 (2022)                        | 22                 | modifier les données · modifier les données |
| Montgaudry                       | 61286      | 61360             | Mortagne-au-Perche | Mortagne-au-Perche           | CC du Pays de Mortagne au Perche           | 11,05            | 99 (2022)                         | 9,0                | modifier les données · modifier les données |
| Montilly-sur-Noireau             | 61287      | 61100             | Argentan           | Flers-2                      | CA Flers Agglo                             | 11,03            | 719 (2022)                        | 65                 | modifier les données · modifier les données |
| Montmerrei                       | 61288      | 61570             | Alençon            | Sées                         | CC des Sources de l'Orne                   | 12,67            | 555 (2022)                        | 44                 | modifier les données · modifier les données |
| Montreuil-au-Houlme              | 61290      | 61210             | Argentan           | Athis-Val de Rouvre          | CC du Val d'Orne                           | 7,82             | 127 (2022)                        | 16                 | modifier les données · modifier les données |
| Montreuil-la-Cambe               | 61291      | 61160             | Argentan           | Argentan-2                   | CC Terres d'Argentan Interco               | 9,57             | 80 (2022)                         | 8,4                | modifier les données · modifier les données |
| Les Monts d'Andaine              | 61463      | 61600             | Argentan           | La Ferté Macé                | CA Flers Agglo                             | 38,08            | 1 727 (2022)                      | 45                 | modifier les données · modifier les données |
| Monts-sur-Orne                   | 61194      | 61150             | Argentan           | Magny-le-Désert              | CC Terres d'Argentan Interco               | 30,90            | 874 (2022)                        | 28                 | modifier les données · modifier les données |
| Montsecret-Clairefougère         | 61292      | 61800             | Argentan           | Domfront en Poiraie          | CC Domfront Tinchebray Interco             | 13,92            | 656 (2022)                        | 47                 | modifier les données · modifier les données |
| Mortagne-au-Perche               | 61293      | 61400             | Mortagne-au-Perche | Mortagne-au-Perche           | CC du Pays de Mortagne au Perche           | 8,60             | 3 857 (2022)                      | 448                | modifier les données · modifier les données |
| Mortrée                          | 61294      | 61500 61570       | Alençon            | Sées                         | CC des Sources de l'Orne                   | 32,26            | 1 125 (2022)                      | 35                 | modifier les données · modifier les données |
| La Motte-Fouquet                 | 61295      | 61600             | Alençon            | Magny-le-Désert              | CC du Pays fertois et du Bocage carrougien | 9,32             | 159 (2022)                        | 17                 | modifier les données · modifier les données |
| Moulins-la-Marche                | 61297      | 61380             | Mortagne-au-Perche | Tourouvre au Perche          | CC des Pays de L'Aigle                     | 13,14            | 717 (2022)                        | 55                 | modifier les données · modifier les données |
| Moulins-sur-Orne                 | 61298      | 61200             | Argentan           | Argentan-1                   | CC Terres d'Argentan Interco               | 9,14             | 309 (2022)                        | 34                 | modifier les données · modifier les données |
| Moutiers-au-Perche               | 61300      | 61110             | Mortagne-au-Perche | Bretoncelles                 | CC Cœur du Perche                          | 33,61            | 370 (2022)                        | 11                 | modifier les données · modifier les données |
| Neauphe-sous-Essai               | 61301      | 61500             | Alençon            | Sées                         | CC des Sources de l'Orne                   | 11,43            | 214 (2022)                        | 19                 | modifier les données · modifier les données |
| Neauphe-sur-Dive                 | 61302      | 61160             | Argentan           | Argentan-2                   | CC Terres d'Argentan Interco               | 13,89            | 132 (2022)                        | 9,5                | modifier les données · modifier les données |
| Nécy                             | 61303      | 61160             | Argentan           | Argentan-1                   | CC Terres d'Argentan Interco               | 7,80             | 526 (2022)                        | 67                 | modifier les données · modifier les données |
| Neuilly-le-Bisson                | 61304      | 61250             | Alençon            | Écouves                      | CC de la Vallée de la Haute Sarthe         | 5,98             | 275 (2022)                        | 46                 | modifier les données · modifier les données |
| Neuville-sur-Touques             | 61307      | 61120             | Mortagne-au-Perche | Vimoutiers                   | CC des Vallées d'Auge et du Merlerault     | 15,35            | 237 (2022)                        | 15                 | modifier les données · modifier les données |
| Neuvy-au-Houlme                  | 61308      | 61210             | Argentan           | Athis-Val de Rouvre          | CC du Val d'Orne                           | 15,62            | 198 (2022)                        | 13                 | modifier les données · modifier les données |
| Occagnes                         | 61314      | 61200             | Argentan           | Argentan-1                   | CC Terres d'Argentan Interco               | 15,56            | 673 (2022)                        | 43                 | modifier les données · modifier les données |
| Ommoy                            | 61316      | 61160             | Argentan           | Argentan-2                   | CC Terres d'Argentan Interco               | 5,66             | 109 (2022)                        | 19                 | modifier les données · modifier les données |
| L'Orée-d'Écouves                 | 61228      | 61320 61420       | Alençon            | Magny-le-Désert              | CU d'Alençon                               | 44,45            | 730 (2022)                        | 16                 | modifier les données · modifier les données |
| Orgères                          | 61317      | 61230             | Mortagne-au-Perche | Vimoutiers                   | CC des Vallées d'Auge et du Merlerault     | 12,04            | 182 (2022)                        | 15                 | modifier les données · modifier les données |
| Origny-le-Roux                   | 61319      | 61130             | Mortagne-au-Perche | Ceton                        | CC Maine Saosnois                          | 14,12            | 249 (2022)                        | 18                 | modifier les données · modifier les données |
| Pacé                             | 61321      | 61250             | Alençon            | Damigny                      | CU d'Alençon                               | 7,56             | 411 (2022)                        | 54                 | modifier les données · modifier les données |
| Parfondeval                      | 61322      | 61400             | Mortagne-au-Perche | Mortagne-au-Perche           | CC du Pays de Mortagne au Perche           | 3,10             | 104 (2022)                        | 34                 | modifier les données · modifier les données |
| Le Pas-Saint-l'Homer             | 61323      | 61290             | Mortagne-au-Perche | Tourouvre au Perche          | CC des Hauts du Perche                     | 9,43             | 128 (2022)                        | 14                 | modifier les données · modifier les données |
| Passais Villages                 | 61324      | 61350             | Alençon            | Bagnoles de l'Orne Normandie | CC Andaine-Passais                         | 42,36            | 1 159 (2022)                      | 27                 | modifier les données · modifier les données |
| Perche en Nocé                   | 61309      | 61340             | Mortagne-au-Perche | Bretoncelles                 | CC Cœur du Perche                          | 86,63            | 1 974 (2022)                      | 23                 | modifier les données · modifier les données |
| Perrou                           | 61326      | 61700             | Alençon            | Bagnoles de l'Orne Normandie | CC Andaine-Passais                         | 4,34             | 325 (2022)                        | 75                 | modifier les données · modifier les données |
| Pervenchères                     | 61327      | 61360             | Mortagne-au-Perche | Mortagne-au-Perche           | CC du Pays de Mortagne au Perche           | 28,35            | 342 (2022)                        | 12                 | modifier les données · modifier les données |
| Le Pin-au-Haras                  | 61328      | 61310             | Argentan           | Argentan-2                   | CC Terres d'Argentan Interco               | 8,66             | 253 (2022)                        | 29                 | modifier les données · modifier les données |
| Le Pin-la-Garenne                | 61329      | 61400             | Mortagne-au-Perche | Mortagne-au-Perche           | CC du Pays de Mortagne au Perche           | 15,88            | 619 (2022)                        | 39                 | modifier les données · modifier les données |
| Planches                         | 61330      | 61370             | Mortagne-au-Perche | Rai                          | CC des Vallées d'Auge et du Merlerault     | 12,49            | 181 (2022)                        | 14                 | modifier les données · modifier les données |
| Le Plantis                       | 61331      | 61170             | Alençon            | Écouves                      | CC de la Vallée de la Haute Sarthe         | 8,02             | 126 (2022)                        | 16                 | modifier les données · modifier les données |
| Pointel                          | 61332      | 61220             | Argentan           | Athis-Val de Rouvre          | CA Flers Agglo                             | 7,52             | 305 (2022)                        | 41                 | modifier les données · modifier les données |
| Pontchardon                      | 61333      | 61120             | Mortagne-au-Perche | Vimoutiers                   | CC des Vallées d'Auge et du Merlerault     | 4,83             | 184 (2022)                        | 38                 | modifier les données · modifier les données |
| Pouvrai                          | 61336      | 61130             | Mortagne-au-Perche | Ceton                        | CC des Collines du Perche Normand          | 6,80             | 103 (2022)                        | 15                 | modifier les données · modifier les données |
| Putanges-le-Lac                  | 61339      | 61210             | Argentan           | Athis-Val de Rouvre          | CC du Val d'Orne                           | 76,91            | 2 115 (2022)                      | 27                 | modifier les données · modifier les données |
| Rai                              | 61342      | 61270             | Mortagne-au-Perche | Rai                          | CC des Pays de L'Aigle                     | 16,03            | 1 437 (2022)                      | 90                 | modifier les données · modifier les données |
| Rânes                            | 61344      | 61150             | Argentan           | Magny-le-Désert              | CC Terres d'Argentan Interco               | 34,18            | 1 042 (2022)                      | 30                 | modifier les données · modifier les données |
| Rémalard en Perche               | 61345      | 61110             | Mortagne-au-Perche | Bretoncelles                 | CC Cœur du Perche                          | 50,68            | 1 892 (2022)                      | 37                 | modifier les données · modifier les données |
| Le Renouard                      | 61346      | 61120             | Mortagne-au-Perche | Vimoutiers                   | CC des Vallées d'Auge et du Merlerault     | 14,48            | 203 (2022)                        | 14                 | modifier les données · modifier les données |
| Résenlieu                        | 61347      | 61230             | Mortagne-au-Perche | Vimoutiers                   | CC des Vallées d'Auge et du Merlerault     | 5,09             | 174 (2022)                        | 34                 | modifier les données · modifier les données |
| Réveillon                        | 61348      | 61400             | Mortagne-au-Perche | Mortagne-au-Perche           | CC du Pays de Mortagne au Perche           | 11,66            | 356 (2022)                        | 31                 | modifier les données · modifier les données |
| Ri                               | 61349      | 61210             | Argentan           | Argentan-1                   | CC Terres d'Argentan Interco               | 7,39             | 157 (2022)                        | 21                 | modifier les données · modifier les données |
| Rives d'Andaine                  | 61096      | 61140 61410       | Alençon            | Bagnoles de l'Orne Normandie | CC Andaine-Passais                         | 37,14            | 2 867 (2022)                      | 77                 | modifier les données · modifier les données |
| La Roche-Mabile                  | 61350      | 61420             | Alençon            | Damigny                      | CU d'Alençon                               | 5,21             | 162 (2022)                        | 31                 | modifier les données · modifier les données |
| Roiville                         | 61351      | 61120             | Mortagne-au-Perche | Vimoutiers                   | CC des Vallées d'Auge et du Merlerault     | 8,18             | 133 (2022)                        | 16                 | modifier les données · modifier les données |
| Rônai                            | 61352      | 61160             | Argentan           | Argentan-1                   | CC Terres d'Argentan Interco               | 5,40             | 180 (2022)                        | 33                 | modifier les données · modifier les données |
| Rouperroux                       | 61357      | 61320             | Alençon            | Magny-le-Désert              | CC du Pays fertois et du Bocage carrougien | 9,78             | 175 (2022)                        | 18                 | modifier les données · modifier les données |
| Sablons sur Huisne               | 61116      | 61110             | Mortagne-au-Perche | Bretoncelles                 | CC Cœur du Perche                          | 52,36            | 1 983 (2022)                      | 38                 | modifier les données · modifier les données |
| Sai                              | 61358      | 61200             | Argentan           | Argentan-1                   | CC Terres d'Argentan Interco               | 5,04             | 227 (2022)                        | 45                 | modifier les données · modifier les données |
| Saint-Agnan-sur-Sarthe           | 61360      | 61170             | Alençon            | Écouves                      | CC de la Vallée de la Haute Sarthe         | 6,24             | 87 (2022)                         | 14                 | modifier les données · modifier les données |
| Saint-André-de-Briouze           | 61361      | 61220             | Argentan           | Athis-Val de Rouvre          | CC du Val d'Orne                           | 12,21            | 175 (2022)                        | 14                 | modifier les données · modifier les données |
| Saint-André-de-Messei            | 61362      | 61440             | Argentan           | La Ferté Macé                | CA Flers Agglo                             | 14,99            | 522 (2022)                        | 35                 | modifier les données · modifier les données |
| Saint-Aquilin-de-Corbion         | 61363      | 61380             | Mortagne-au-Perche | Mortagne-au-Perche           | CC du Pays de Mortagne au Perche           | 6,10             | 54 (2022)                         | 8,9                | modifier les données · modifier les données |
| Saint-Aubin-d'Appenai            | 61365      | 61170             | Alençon            | Écouves                      | CC de la Vallée de la Haute Sarthe         | 11,29            | 435 (2022)                        | 39                 | modifier les données · modifier les données |
| Saint-Aubin-de-Bonneval          | 61366      | 61470             | Mortagne-au-Perche | Vimoutiers                   | CC des Vallées d'Auge et du Merlerault     | 11,67            | 131 (2022)                        | 11                 | modifier les données · modifier les données |
| Saint-Aubin-de-Courteraie        | 61367      | 61560             | Mortagne-au-Perche | Mortagne-au-Perche           | CC du Pays de Mortagne au Perche           | 10,05            | 130 (2022)                        | 13                 | modifier les données · modifier les données |
| Saint-Bômer-les-Forges           | 61369      | 61700             | Argentan           | Domfront en Poiraie          | CC Domfront Tinchebray Interco             | 31,08            | 1 023 (2022)                      | 33                 | modifier les données · modifier les données |
| Saint-Brice                      | 61370      | 61700             | Argentan           | Domfront en Poiraie          | CC Domfront Tinchebray Interco             | 4,58             | 149 (2022)                        | 33                 | modifier les données · modifier les données |
| Saint-Brice-sous-Rânes           | 61371      | 61150             | Argentan           | Magny-le-Désert              | CC Terres d'Argentan Interco               | 9,45             | 139 (2022)                        | 15                 | modifier les données · modifier les données |
| Saint-Céneri-le-Gérei            | 61372      | 61250             | Alençon            | Damigny                      | CU d'Alençon                               | 3,86             | 112 (2022)                        | 29                 | modifier les données · modifier les données |
| Saint-Christophe-de-Chaulieu     | 61374      | 61800             | Argentan           | Domfront en Poiraie          | CC Domfront Tinchebray Interco             | 6,51             | 88 (2022)                         | 14                 | modifier les données · modifier les données |
| Saint-Clair-de-Halouze           | 61376      | 61490             | Argentan           | Flers-1                      | CA Flers Agglo                             | 11,81            | 821 (2022)                        | 70                 | modifier les données · modifier les données |
| Saint-Cyr-la-Rosière             | 61379      | 61130             | Mortagne-au-Perche | Bretoncelles                 | CC Cœur du Perche                          | 18,75            | 234 (2022)                        | 12                 | modifier les données · modifier les données |
| Saint-Denis-sur-Huisne           | 61381      | 61400             | Mortagne-au-Perche | Mortagne-au-Perche           | CC du Pays de Mortagne au Perche           | 4,59             | 60 (2022)                         | 13                 | modifier les données · modifier les données |
| Saint-Denis-sur-Sarthon          | 61382      | 61420             | Alençon            | Damigny                      | CU d'Alençon                               | 13,81            | 1 078 (2022)                      | 78                 | modifier les données · modifier les données |
| Saint-Ellier-les-Bois            | 61384      | 61320             | Alençon            | Magny-le-Désert              | CU d'Alençon                               | 13,68            | 257 (2022)                        | 19                 | modifier les données · modifier les données |
| Saint-Evroult-de-Montfort        | 61385      | 61230             | Mortagne-au-Perche | Vimoutiers                   | CC des Vallées d'Auge et du Merlerault     | 22,36            | 359 (2022)                        | 16                 | modifier les données · modifier les données |
| Saint-Evroult-Notre-Dame-du-Bois | 61386      | 61550             | Mortagne-au-Perche | Rai                          | CC des Pays de L'Aigle                     | 34,47            | 440 (2022)                        | 13                 | modifier les données · modifier les données |
| Saint-Fraimbault                 | 61387      | 61350             | Alençon            | Bagnoles de l'Orne Normandie | CC Andaine-Passais                         | 28,59            | 542 (2022)                        | 19                 | modifier les données · modifier les données |
| Saint-Fulgent-des-Ormes          | 61388      | 61130             | Mortagne-au-Perche | Ceton                        | CC des Collines du Perche Normand          | 8,32             | 174 (2022)                        | 21                 | modifier les données · modifier les données |
| Saint-Georges-d'Annebecq         | 61390      | 61600             | Argentan           | Magny-le-Désert              | CC Terres d'Argentan Interco               | 9,35             | 167 (2022)                        | 18                 | modifier les données · modifier les données |
| Saint-Georges-des-Groseillers    | 61391      | 61100             | Argentan           | Flers-2                      | CA Flers Agglo                             | 7,06             | 3 169 (2022)                      | 449                | modifier les données · modifier les données |
| Saint-Germain-d'Aunay            | 61392      | 61470             | Mortagne-au-Perche | Vimoutiers                   | CC des Vallées d'Auge et du Merlerault     | 8,51             | 117 (2022)                        | 14                 | modifier les données · modifier les données |
| Saint-Germain-de-Clairefeuille   | 61393      | 61240             | Mortagne-au-Perche | Rai                          | CC des Vallées d'Auge et du Merlerault     | 12,31            | 132 (2022)                        | 11                 | modifier les données · modifier les données |
| Saint-Germain-de-la-Coudre       | 61394      | 61130             | Mortagne-au-Perche | Ceton                        | CC des Collines du Perche Normand          | 26,21            | 828 (2022)                        | 32                 | modifier les données · modifier les données |
| Saint-Germain-de-Martigny        | 61396      | 61560             | Mortagne-au-Perche | Mortagne-au-Perche           | CC du Pays de Mortagne au Perche           | 3,89             | 83 (2022)                         | 21                 | modifier les données · modifier les données |
| Saint-Germain-des-Grois          | 61395      | 61110             | Mortagne-au-Perche | Bretoncelles                 | CC Cœur du Perche                          | 10,38            | 204 (2022)                        | 20                 | modifier les données · modifier les données |
| Saint-Germain-du-Corbéis         | 61397      | 61000             | Alençon            | Alençon-2                    | CU d'Alençon                               | 7,52             | 3 648 (2022)                      | 485                | modifier les données · modifier les données |
| Saint-Germain-le-Vieux           | 61398      | 61390             | Alençon            | Écouves                      | CC de la Vallée de la Haute Sarthe         | 3,16             | 65 (2022)                         | 21                 | modifier les données · modifier les données |
| Saint-Gervais-des-Sablons        | 61399      | 61160             | Argentan           | Argentan-2                   | CC Terres d'Argentan Interco               | 8,80             | 71 (2022)                         | 8,1                | modifier les données · modifier les données |
| Saint-Gervais-du-Perron          | 61400      | 61500             | Alençon            | Sées                         | CC des Sources de l'Orne                   | 11,28            | 346 (2022)                        | 31                 | modifier les données · modifier les données |
| Saint-Gilles-des-Marais          | 61401      | 61700             | Argentan           | Domfront en Poiraie          | CC Domfront Tinchebray Interco             | 5,92             | 106 (2022)                        | 18                 | modifier les données · modifier les données |
| Saint-Hilaire-de-Briouze         | 61402      | 61220             | Argentan           | Athis-Val de Rouvre          | CC du Val d'Orne                           | 13,63            | 299 (2022)                        | 22                 | modifier les données · modifier les données |
| Saint-Hilaire-le-Châtel          | 61404      | 61400             | Mortagne-au-Perche | Mortagne-au-Perche           | CC du Pays de Mortagne au Perche           | 22,34            | 668 (2022)                        | 30                 | modifier les données · modifier les données |
| Saint-Hilaire-sur-Erre           | 61405      | 61340             | Mortagne-au-Perche | Ceton                        | CC des Collines du Perche Normand          | 15,12            | 486 (2022)                        | 32                 | modifier les données · modifier les données |
| Saint-Hilaire-sur-Risle          | 61406      | 61270             | Mortagne-au-Perche | Tourouvre au Perche          | CC des Pays de L'Aigle                     | 6,61             | 291 (2022)                        | 44                 | modifier les données · modifier les données |
| Saint-Jouin-de-Blavou            | 61411      | 61360             | Mortagne-au-Perche | Mortagne-au-Perche           | CC du Pays de Mortagne au Perche           | 17,71            | 307 (2022)                        | 17                 | modifier les données · modifier les données |
| Saint-Julien-sur-Sarthe          | 61412      | 61170             | Alençon            | Écouves                      | CC de la Vallée de la Haute Sarthe         | 16,39            | 679 (2022)                        | 41                 | modifier les données · modifier les données |
| Saint-Lambert-sur-Dive           | 61413      | 61160             | Argentan           | Argentan-2                   | CC Terres d'Argentan Interco               | 7,73             | 133 (2022)                        | 17                 | modifier les données · modifier les données |
| Saint-Langis-lès-Mortagne        | 61414      | 61400             | Mortagne-au-Perche | Mortagne-au-Perche           | CC du Pays de Mortagne au Perche           | 12,61            | 871 (2022)                        | 69                 | modifier les données · modifier les données |
| Saint-Léger-sur-Sarthe           | 61415      | 61170             | Alençon            | Écouves                      | CC de la Vallée de la Haute Sarthe         | 13,25            | 314 (2022)                        | 24                 | modifier les données · modifier les données |
| Saint-Léonard-des-Parcs          | 61416      | 61390             | Alençon            | Écouves                      | CC de la Vallée de la Haute Sarthe         | 13,40            | 76 (2022)                         | 5,7                | modifier les données · modifier les données |
| Saint-Mard-de-Réno               | 61418      | 61400             | Mortagne-au-Perche | Mortagne-au-Perche           | CC du Pays de Mortagne au Perche           | 19,13            | 397 (2022)                        | 21                 | modifier les données · modifier les données |
| Saint-Mars-d'Égrenne             | 61421      | 61350             | Alençon            | Bagnoles de l'Orne Normandie | CC Andaine-Passais                         | 25,06            | 640 (2022)                        | 26                 | modifier les données · modifier les données |
| Saint-Martin-d'Écublei           | 61423      | 61300             | Mortagne-au-Perche | L'Aigle                      | CC des Pays de L'Aigle                     | 11,94            | 630 (2022)                        | 53                 | modifier les données · modifier les données |
| Saint-Martin-des-Landes          | 61424      | 61320             | Alençon            | Magny-le-Désert              | CC du Pays fertois et du Bocage carrougien | 11,19            | 187 (2022)                        | 17                 | modifier les données · modifier les données |
| Saint-Martin-des-Pézerits        | 61425      | 61380             | Mortagne-au-Perche | Mortagne-au-Perche           | CC du Pays de Mortagne au Perche           | 4,66             | 121 (2022)                        | 26                 | modifier les données · modifier les données |
| Saint-Martin-du-Vieux-Bellême    | 61426      | 61130             | Mortagne-au-Perche | Ceton                        | CC des Collines du Perche Normand          | 15,84            | 540 (2022)                        | 34                 | modifier les données · modifier les données |
| Saint-Martin-l'Aiguillon         | 61427      | 61320             | Alençon            | Magny-le-Désert              | CC du Pays fertois et du Bocage carrougien | 14,61            | 186 (2022)                        | 13                 | modifier les données · modifier les données |
| Saint-Michel-Tubœuf              | 61432      | 61300             | Mortagne-au-Perche | L'Aigle                      | CC des Pays de L'Aigle                     | 8,73             | 576 (2022)                        | 66                 | modifier les données · modifier les données |
| Saint-Nicolas-de-Sommaire        | 61435      | 61550             | Mortagne-au-Perche | Rai                          | CC des Pays de L'Aigle                     | 16,28            | 266 (2022)                        | 16                 | modifier les données · modifier les données |
| Saint-Nicolas-des-Bois           | 61433      | 61250             | Alençon            | Damigny                      | CU d'Alençon                               | 25,26            | 284 (2022)                        | 11                 | modifier les données · modifier les données |
| Saint-Ouen-de-Sécherouvre        | 61438      | 61560             | Mortagne-au-Perche | Mortagne-au-Perche           | CC du Pays de Mortagne au Perche           | 10,15            | 159 (2022)                        | 16                 | modifier les données · modifier les données |
| Saint-Ouen-le-Brisoult           | 61439      | 61410             | Alençon            | Magny-le-Désert              | CC du Pays fertois et du Bocage carrougien | 9,75             | 125 (2022)                        | 13                 | modifier les données · modifier les données |
| Saint-Ouen-sur-Iton              | 61440      | 61300             | Mortagne-au-Perche | L'Aigle                      | CC des Pays de L'Aigle                     | 14,19            | 827 (2022)                        | 58                 | modifier les données · modifier les données |
| Saint-Patrice-du-Désert          | 61442      | 61600             | Alençon            | Magny-le-Désert              | CC du Pays fertois et du Bocage carrougien | 20,48            | 232 (2022)                        | 11                 | modifier les données · modifier les données |
| Saint-Paul                       | 61443      | 61100             | Argentan           | Flers-1                      | CA Flers Agglo                             | 7,96             | 652 (2022)                        | 82                 | modifier les données · modifier les données |
| Saint-Philbert-sur-Orne          | 61444      | 61430             | Argentan           | Athis-Val de Rouvre          | CA Flers Agglo                             | 5,97             | 112 (2022)                        | 19                 | modifier les données · modifier les données |
| Saint-Pierre-d'Entremont         | 61445      | 61800             | Argentan           | Flers-1                      | CC Domfront Tinchebray Interco             | 6,19             | 659 (2022)                        | 106                | modifier les données · modifier les données |
| Saint-Pierre-des-Loges           | 61446      | 61370             | Mortagne-au-Perche | Rai                          | CC des Vallées d'Auge et du Merlerault     | 9,79             | 160 (2022)                        | 16                 | modifier les données · modifier les données |
| Saint-Pierre-du-Regard           | 61447      | 61790             | Argentan           | Flers-2                      | CA Flers Agglo                             | 9,30             | 1 335 (2022)                      | 144                | modifier les données · modifier les données |
| Saint-Pierre-la-Bruyère          | 61448      | 61340             | Mortagne-au-Perche | Bretoncelles                 | CC Cœur du Perche                          | 6,33             | 428 (2022)                        | 68                 | modifier les données · modifier les données |
| Saint-Quentin-de-Blavou          | 61450      | 61360             | Alençon            | Écouves                      | CC de la Vallée de la Haute Sarthe         | 6,46             | 77 (2022)                         | 12                 | modifier les données · modifier les données |
| Saint-Quentin-les-Chardonnets    | 61451      | 61800             | Argentan           | Domfront en Poiraie          | CC Domfront Tinchebray Interco             | 9,00             | 317 (2022)                        | 35                 | modifier les données · modifier les données |
| Saint-Roch-sur-Égrenne           | 61452      | 61350             | Alençon            | Bagnoles de l'Orne Normandie | CC Andaine-Passais                         | 12,29            | 150 (2022)                        | 12                 | modifier les données · modifier les données |
| Saint-Sauveur-de-Carrouges       | 61453      | 61320             | Alençon            | Magny-le-Désert              | CC du Pays fertois et du Bocage carrougien | 11,42            | 239 (2022)                        | 21                 | modifier les données · modifier les données |
| Saint-Sulpice-sur-Risle          | 61456      | 61300             | Mortagne-au-Perche | L'Aigle                      | CC des Pays de L'Aigle                     | 28,45            | 1 587 (2022)                      | 56                 | modifier les données · modifier les données |
| Saint-Symphorien-des-Bruyères    | 61457      | 61300             | Mortagne-au-Perche | Rai                          | CC des Pays de L'Aigle                     | 16,02            | 483 (2022)                        | 30                 | modifier les données · modifier les données |
| Sainte-Céronne-lès-Mortagne      | 61373      | 61380             | Mortagne-au-Perche | Mortagne-au-Perche           | CC du Pays de Mortagne au Perche           | 12,55            | 249 (2022)                        | 20                 | modifier les données · modifier les données |
| Sainte-Gauburge-Sainte-Colombe   | 61389      | 61370             | Mortagne-au-Perche | Rai                          | CC des Vallées d'Auge et du Merlerault     | 21,17            | 1 013 (2022)                      | 48                 | modifier les données · modifier les données |
| Sainte-Honorine-la-Chardonne     | 61407      | 61430             | Argentan           | Athis-Val de Rouvre          | CA Flers Agglo                             | 14,40            | 681 (2022)                        | 47                 | modifier les données · modifier les données |
| Sainte-Honorine-la-Guillaume     | 61408      | 61210             | Argentan           | Athis-Val de Rouvre          | CC du Val d'Orne                           | 14,87            | 348 (2022)                        | 23                 | modifier les données · modifier les données |
| Sainte-Marguerite-de-Carrouges   | 61419      | 61320             | Alençon            | Magny-le-Désert              | CC du Pays fertois et du Bocage carrougien | 8,69             | 211 (2022)                        | 24                 | modifier les données · modifier les données |
| Sainte-Marie-la-Robert           | 61420      | 61320             | Alençon            | Magny-le-Désert              | CC du Pays fertois et du Bocage carrougien | 5,45             | 87 (2022)                         | 16                 | modifier les données · modifier les données |
| Sainte-Opportune                 | 61436      | 61100             | Argentan           | Athis-Val de Rouvre          | CA Flers Agglo                             | 8,46             | 243 (2022)                        | 29                 | modifier les données · modifier les données |
| Sainte-Scolasse-sur-Sarthe       | 61454      | 61170             | Alençon            | Écouves                      | CC de la Vallée de la Haute Sarthe         | 13,88            | 584 (2022)                        | 42                 | modifier les données · modifier les données |
| Saires-la-Verrerie               | 61459      | 61220             | Argentan           | La Ferté Macé                | CA Flers Agglo                             | 7,88             | 296 (2022)                        | 38                 | modifier les données · modifier les données |
| Le Sap-André                     | 61461      | 61230             | Mortagne-au-Perche | Vimoutiers                   | CC des Vallées d'Auge et du Merlerault     | 9,53             | 125 (2022)                        | 13                 | modifier les données · modifier les données |
| Sap-en-Auge                      | 61460      | 61120 61470       | Mortagne-au-Perche | Vimoutiers                   | CC des Vallées d'Auge et du Merlerault     | 29,98            | 942 (2022)                        | 31                 | modifier les données · modifier les données |
| Sarceaux                         | 61462      | 61200             | Argentan           | Argentan-1                   | CC Terres d'Argentan Interco               | 10,77            | 1 047 (2022)                      | 97                 | modifier les données · modifier les données |
| Sées                             | 61464      | 61500             | Alençon            | Sées                         | CC des Sources de l'Orne                   | 40,31            | 4 182 (2022)                      | 104                | modifier les données · modifier les données |
| La Selle-la-Forge                | 61466      | 61100             | Argentan           | Flers-2                      | CA Flers Agglo                             | 8,32             | 1 396 (2022)                      | 168                | modifier les données · modifier les données |
| Semallé                          | 61467      | 61250             | Alençon            | Écouves                      | CU d'Alençon                               | 14,04            | 364 (2022)                        | 26                 | modifier les données · modifier les données |
| Sévigny                          | 61472      | 61200             | Argentan           | Argentan-1                   | CC Terres d'Argentan Interco               | 7,67             | 309 (2022)                        | 40                 | modifier les données · modifier les données |
| Sevrai                           | 61473      | 61150             | Argentan           | Magny-le-Désert              | CC Terres d'Argentan Interco               | 8,11             | 285 (2022)                        | 35                 | modifier les données · modifier les données |
| Soligny-la-Trappe                | 61475      | 61380             | Mortagne-au-Perche | Mortagne-au-Perche           | CC du Pays de Mortagne au Perche           | 19,50            | 633 (2022)                        | 32                 | modifier les données · modifier les données |
| Suré                             | 61476      | 61360             | Mortagne-au-Perche | Ceton                        | CC Maine Saosnois                          | 17,44            | 278 (2022)                        | 16                 | modifier les données · modifier les données |
| Tanques                          | 61479      | 61150             | Argentan           | Magny-le-Désert              | CC Terres d'Argentan Interco               | 6,22             | 157 (2022)                        | 25                 | modifier les données · modifier les données |
| Tanville                         | 61480      | 61500             | Alençon            | Sées                         | CC des Sources de l'Orne                   | 13,32            | 228 (2022)                        | 17                 | modifier les données · modifier les données |
| Tellières-le-Plessis             | 61481      | 61390             | Alençon            | Écouves                      | CC de la Vallée de la Haute Sarthe         | 5,41             | 72 (2022)                         | 13                 | modifier les données · modifier les données |
| Tessé-Froulay                    | 61482      | 61410             | Alençon            | Bagnoles de l'Orne Normandie | CC Andaine-Passais                         | 5,24             | 377 (2022)                        | 72                 | modifier les données · modifier les données |
| Ticheville                       | 61485      | 61120             | Mortagne-au-Perche | Vimoutiers                   | CC des Vallées d'Auge et du Merlerault     | 9,93             | 195 (2022)                        | 20                 | modifier les données · modifier les données |
| Tinchebray-Bocage                | 61486      | 61800             | Argentan           | Domfront en Poiraie          | CC Domfront Tinchebray Interco             | 90,88            | 4 850 (2022)                      | 53                 | modifier les données · modifier les données |
| Torchamp                         | 61487      | 61330             | Alençon            | Bagnoles de l'Orne Normandie | CC Andaine-Passais                         | 14,69            | 300 (2022)                        | 20                 | modifier les données · modifier les données |
| Touquettes                       | 61488      | 61550             | Mortagne-au-Perche | Rai                          | CC des Pays de L'Aigle                     | 9,73             | 75 (2022)                         | 7,7                | modifier les données · modifier les données |
| Tournai-sur-Dive                 | 61490      | 61160             | Argentan           | Argentan-2                   | CC Terres d'Argentan Interco               | 12,40            | 295 (2022)                        | 24                 | modifier les données · modifier les données |
| Tourouvre au Perche              | 61491      | 61190             | Mortagne-au-Perche | Tourouvre au Perche          | CC des Hauts du Perche                     | 93,76            | 2 989 (2022)                      | 32                 | modifier les données · modifier les données |
| Trémont                          | 61492      | 61390             | Alençon            | Écouves                      | CC de la Vallée de la Haute Sarthe         | 6,22             | 121 (2022)                        | 19                 | modifier les données · modifier les données |
| La Trinité-des-Laitiers          | 61493      | 61230             | Mortagne-au-Perche | Vimoutiers                   | CC des Vallées d'Auge et du Merlerault     | 11,16            | 64 (2022)                         | 5,7                | modifier les données · modifier les données |
| Trun                             | 61494      | 61160             | Argentan           | Argentan-2                   | CC Terres d'Argentan Interco               | 9,12             | 1 183 (2022)                      | 130                | modifier les données · modifier les données |
| Val-au-Perche                    | 61484      | 61130 61260 61340 | Mortagne-au-Perche | Ceton                        | CC des Collines du Perche Normand          | 63,26            | 3 324 (2022)                      | 53                 | modifier les données · modifier les données |
| Valframbert                      | 61497      | 61250             | Alençon            | Damigny                      | CU d'Alençon                               | 13,95            | 1 699 (2022)                      | 122                | modifier les données · modifier les données |
| Vaunoise                         | 61498      | 61130             | Mortagne-au-Perche | Ceton                        | CC des Collines du Perche Normand          | 7,65             | 95 (2022)                         | 12                 | modifier les données · modifier les données |
| Les Ventes-de-Bourse             | 61499      | 61170             | Alençon            | Écouves                      | CC de la Vallée de la Haute Sarthe         | 20,95            | 146 (2022)                        | 7,0                | modifier les données · modifier les données |
| La Ventrouze                     | 61500      | 61190             | Mortagne-au-Perche | Tourouvre au Perche          | CC des Hauts du Perche                     | 7,06             | 122 (2022)                        | 17                 | modifier les données · modifier les données |
| Verrières                        | 61501      | 61110             | Mortagne-au-Perche | Bretoncelles                 | CC Cœur du Perche                          | 17,75            | 420 (2022)                        | 24                 | modifier les données · modifier les données |
| Vidai                            | 61502      | 61360             | Alençon            | Écouves                      | CC de la Vallée de la Haute Sarthe         | 1,55             | 73 (2022)                         | 47                 | modifier les données · modifier les données |
| Vieux-Pont                       | 61503      | 61150             | Argentan           | Magny-le-Désert              | CC Terres d'Argentan Interco               | 9,67             | 200 (2022)                        | 21                 | modifier les données · modifier les données |
| Villedieu-lès-Bailleul           | 61505      | 61160             | Argentan           | Argentan-2                   | CC Terres d'Argentan Interco               | 4,71             | 207 (2022)                        | 44                 | modifier les données · modifier les données |
| Villiers-sous-Mortagne           | 61507      | 61400             | Mortagne-au-Perche | Mortagne-au-Perche           | CC du Pays de Mortagne au Perche           | 13,04            | 241 (2022)                        | 18                 | modifier les données · modifier les données |
| Vimoutiers                       | 61508      | 61120             | Mortagne-au-Perche | Vimoutiers                   | CC des Vallées d'Auge et du Merlerault     | 16,15            | 3 041 (2022)                      | 188                | modifier les données · modifier les données |
| Vitrai-sous-Laigle               | 61510      | 61300             | Mortagne-au-Perche | L'Aigle                      | CC des Pays de L'Aigle                     | 11,33            | 213 (2022)                        | 19                 | modifier les données · modifier les données |
| Les Yveteaux                     | 61512      | 61210             | Argentan           | Athis-Val de Rouvre          | CC du Val d'Orne                           | 5,79             | 100 (2022)                        | 17                 | modifier les données · modifier les données |
| Orne                             | 61         |                   |                    |                              |                                            | 6 103,00         | 276 144 (2022)                    | 45                 | modifier les données                        |